# Trimayne Harris
Trimayne Kashief „Peppa” Harris (ur. 20 grudnia 1996 w Santa Elena) – belizeński piłkarz występujący na pozycji ofensywnego pomocnika lub skrzydłowego, reprezentant kraju, obecnie zawodnik Verdes.

## Kariera klubowa
Harris pochodzi z miejscowości Santa Elena w dystrykcie Cayo. W dzieciństwie trenował głównie piłkę nożną, ale również koszykówkę; brał udział w regionalnych turniejach koszykarskich. W piłkarskiej lidze belizeńskiej zadebiutował w barwach klubu z sąsiadującego z Santa Elena miasta San Ignacio, San Ignacio United FC. W tekstach z tamtego okresu personalia zawodnika były sporadycznie zapisywane również jako Trimayne Gentle (nazwisko jego matki). Po kilku miesiącach przeniósł się do wyżej notowanego zespołu Belize Defence Force FC. Zdobył z nim dwa tytuły wicemistrza Belize (2016/2017 Opening, 2017/2018 Closing). Ponadto w rozgrywkach 2017/2018 Closing wywalczył tytuł króla strzelców ligi belizeńskiej z 13 golami na koncie oraz został wybrany w oficjalnym plebiscycie najlepszym piłkarzem regularnego sezonu.
W czerwcu 2018 Harris został zawodnikiem krajowego potentata Belmopan Bandits FC. Wywalczył z nim mistrzostwo (2018/2019 Opening) i wicemistrzostwo Belize (2018/2019 Closing). Następnie przeszedł do klubu Verdes FC, z którym również zdobył tytuł mistrza Belize (2019/2020 Opening).

## Kariera reprezentacyjna
W seniorskiej reprezentacji Belize Harris zadebiutował za kadencji selekcjonera Palmiro Salasa, 22 marca 2018 w wygranym 4:2 meczu towarzyskim z Grenadą.